# Nicolás Asencio
Pour les articles homonymes, voir Asencio.
Nicolás Asencio, né le 26 avril 1975 à Machala (Équateur), est un footballeur équatorien.

## Biographie
En juin 2002, le sélectionneur Hernán Darío Gómez annonce que Nicolás Asencio est retenu dans la liste des 23 joueurs pour jouer la Coupe du monde 2002 au Japon. 